# Tour France
Tour France – wieżowiec mieszkalny położony w dzielnicy biznesowej La Défense, w gminie Puteaux, na przedmieściach Paryża, we Francji. Wybudowany został w 1973 roku, wieżowiec ma wysokość 126 metrów i jest jednym z najwyższych budynków mieszkalnych we Francji. Wieża znajduje się nad brzegiem Sekwany i oferuje wspaniałą panoramę historycznego centrum Paryża. 